# ASG Vorwärts Dessau
Die ASG Vorwärts Dessau ist ein deutscher Fußballverein aus Dessau-Roßlau in Sachsen-Anhalt.

## Geschichte und sportlicher Werdegang

### Vorwärts Dessau (1974–1990)

Historisches Logo der ASG

Nach Abschluss der Spielzeit 1973/74 der zweitklassigen Fußball-DDR-Liga beschloss die Armeesportvereinigung Vorwärts die Verlegung des bisherigen Ligavertreters Vorwärts Leipzig nach Dessau. Daraufhin wurde am 4. September 1974 die Armeesportgemeinschaft (ASG) Vorwärts Dessau gegründet. Sie übernahm mit Beginn der Saison 1974/75 den DDR-Liga-Platz der Leipziger. Die Dessauer Armeemannschaft spielte von 1974 bis 1991 ununterbrochen in der DDR-Liga und löste den Lokalrivalen Motor Dessau für viele Jahre als führende Fußballmannschaft der Stadt ab. Vorwärts spielte über den gesamten Zeitraum der DDR-Ligazugehörigkeit im oberen Drittel der Tabelle mit und hatte für eine Armeesportgemeinschaft einen erstaunlich hohen Zuschauerschnitt.
In den Jahren 1976 und 1984 nahmen die Dessauer als Staffelsieger der DDR-Liga an der Aufstiegsrunde zur höchsten Fußballklasse DDR-Oberliga teil, konnten sich aber beide Male nicht qualifizieren. In der Aufstiegsrunde der Spielzeit 1975/76 belegten die Dessauer hinter den späteren Aufsteigern Hansa Rostock und 1. FC Union Berlin sowie Motor Werdau und Motor Suhl nur den letzten Platz und scheiterten in der Aufstiegsrunde 1984 hinter Stahl Brandenburg als Drittplatzierter nur knapp.
Im DDR-Pokalwettbewerb (FDGB-Pokal) 1975/76 stieß die Vorwärtsmannschaft bis in das Viertelfinale vor. Nach Siegen über MAB Schkeuditz (2:0), Lokomotive Ost Leipzig (7:1), Lokomotive Cottbus (7:2) und den Oberligisten Chemie Leipzig (1:0, 1:2) traf sie auf den Tabellenzweiten der Oberliga Dynamo Dresden. Die Dessauer hatten diesmal in beiden Spielen keine Chance und unterlagen klar mit 0:3 und 1:4. In den beiden Begegnungen bot Vorwärts-Trainer Werner Eilitz folgende Mannschaften auf:
| Hinspiel: 6. Dezember 1975 in Dresden                                                                     |  | Rückspiel: 17. Dezember 1975 in Dessau                                                              |
| Köpnick Franke Neubert, Glatza, Klippstein Stockmann (Franzack), Hiersemann, Radsch Schmidt, Hanyn, Crone |  | Köpnick Franke Neubert, Krause, Glatza Stockmann, Franzack, Radsch (Hiersemann) Hampel, Hayn, Funke |

### FC Anhalt Dessau (1990–2005)
Im Sommer 1989 wurde der Sportstandort Vorwärts Dessau aufgelöst und die Sportsektionen in die zivile Sportgemeinschaft Dessau 89 überführt. Am 20. Juni 1990 beschloss die Mitgliederversammlung der SG, den Verein in Fußballclub Anhalt Dessau umzubenennen. Sportlich agierten die Dessauer bis 1998 in der Oberliga Nordost, 1992 gewann der FC Anhalt den Bezirkspokal. In den Jahren 1992, 1994 und 1999 erreichten die Dessauer das Endspiel um den Landespokal, mussten sich aber jeweils höherklassigen Mannschaften beugen. Der Abstieg von 1998 in die Verbandsliga Sachsen-Anhalt, bedingt durch zahlreiche Spielerabgänge, konnte durch den sofortigen Wiederaufstieg kompensiert werden, auch nach dem erneuten Abstieg in der Saison 2000/01 gelang der sofortige Wiederaufstieg.
In den Folgejahren verschlechterten sich die finanziellen Bedingungen dramatisch, im Dezember 2003 musste Insolvenz angemeldet werden, der Verein trat in der Rückrunde der laufenden Saison nicht mehr an. Nach der Auflösung des Vereins übernahm der SV Stahlbau Dessau dessen Fußballmannschaft und ließ sie zunächst in der Saison 2004/05 als 2. Mannschaft spielen. Deren erfolgreiches Auftreten führte in der Winterpause zu einem Kaderwechsel, sodass die ehemaligen FC-Anhalt-Spieler die Saison als SV Stahlbau I beendeten und in die 1. Kreisklasse aufstiegen.

### Vorwärts Dessau (seit 2005)
Trotz dieses Erfolges gab es Unstimmigkeiten innerhalb des SV Stahlbau, sodass ein Großteil der Fußballspieler am 12. April 2005 einen eigenen Verein gründete, dem sie den bekannten Namen „ASG Vorwärts Dessau“ gaben. Die Bezeichnung ASG steht jedoch nicht mehr für „Armeesportgemeinschaft“, sondern für „Anhaltische Sportgemeinschaft“. Durch den Verzicht des SV Anhalt auf einen Spielbetrieb in der 1. Kreisklasse konnte die ASG deren Ligaplatz übernehmen. Bereits in der ersten Saison 2005/06 gelang Vorwärts Dessau der Aufstieg in die Kreisliga. In der Saison 2008/09 wurde die ASG Vorwärts Dessau Kreismeister und stieg damit in die Landesklasse auf. 2013 erfolgte der erneute Abstieg in die Kreisoberliga.

## Statistik

### Ligenübersicht
| 1974–1990:   | DDR-Liga (2. Liga)                              | ASG Vorwärts Dessau |
| 1990/91:     | NOFV-Liga (2. Liga)                             | SG Dessau 89        |
| 1991–1994:   | Oberliga Nordost-Mitte (3. Liga)                | FC Anhalt Dessau    |
| 1994–1997:   | Oberliga Nordost-Nord (4. Liga)                 |                     |
| 1997/98:     | Oberliga Nordost-Süd (4. Liga)                  |                     |
| 1998/99:     | Verbandsliga Sachsen-Anhalt (5. Liga)           |                     |
| 1999–2001:   | Oberliga Nordost (4. Liga)                      |                     |
| 2001/02:     | Verbandsliga Sachsen-Anhalt (5. Liga)           |                     |
| 2002–2004:   | Oberliga Nordost (4. Liga)                      |                     |
| 2005/06:     | 1. Kreisklasse Anhalt (10. Liga)                | ASG Vorwärts Dessau |
| 2006–2008:   | Kreisliga Anhalt (9. Liga)                      |                     |
| 2008/09:     | Kreisoberliga Anhalt (9. Liga)                  |                     |
| 2009–2013:   | Landesklasse Sachsen-Anhalt Staffel 5 (8. Liga) |                     |
| 2013–21      | Kreisoberliga Anhalt (9. Liga)                  |                     |
| 2021/22      | Kreisliga Anhalt (10. Liga)                     |                     |
| 2022/23      | Kreisoberliga Anhalt (9. Liga)                  |                     |
| Seit 2023/24 | Kreisliga Anhalt (10. Liga)                     |                     |

### Erfolge
- Ewige Tabelle der DDR-Liga: Rang 4
- Sachsen-Anhalt-Pokal: Finalist 1992, 1995, 1999
- Landesmeister Sachsen-Anhalt: 1999, 2002

## Personen von besonderer Bedeutung
- Werner Eilitz, von 1974 bis 1978 Trainer bei Vorwärts Dessau, achtfacher DDR-Nationalspieler
- Otto Fräßdorf, von 1978 bis 1984 Trainer bei Vorwärts Dessau, 33 Mal in der DDR-Nationalmannschaft
- Marco Gebhardt, von 1992 bis 1994 Spieler beim FC Anhalt, später Bundesligaspieler in Frankfurt am Main und Cottbus
- Henry Lesser, von 1982 bis 1984 Nachwuchsspieler bei Vorwärts Dessau, vierfacher DDR-Nationalspieler
- Harro Miller, 1998 bis 2000 Trainer beim FC Anhalt, vorher u. a. Trainer des 1. FC Lokomotive Leipzig (DDR-Pokalsieger)
- Jürgen Piepenburg, von 1984 bis 1988 Trainer bei Vorwärts Dessau, vorher 236 Oberligaspiele für Vorwärts Berlin/Frankfurt/O.